# Rechteverwerter
Im Kontext des Urheberrechts steht der Begriff Rechteverwerter für diejenigen Organisationen, die sich die aus dem Urheberrecht ergebenden Rechte zusichern lassen, um wiederum Unter-Rechte (Lizenzen) zu erzeugen und diese weiter zu verkaufen oder selbst zu verwerten. Dies kann z. B. die Herstellung von Kopien oder anderen Reproduktionen eines Werkes und deren Verkauf sein.
Typische Rechteverwerter sind auch Filmverleiher, die in der Regel die gesamte Rechteverwertung eines Films in einem Land übernehmen und dann die Verwertungsrechte für verschiedene Medien in einer abgestuften Verwertungskette (Kino, Videothek, Pay-TV, Kauf-DVD, Free-TV) verkaufen.
Im Bereich der Sportübertragungsrechte sind ebenfalls Rechteverwerter tätig, die für Sportverbände oder Vereine die Fernsehübertragungsrechte verkaufen.